# 弗兰奇街13号
《弗兰奇街13号》（法語：13 French Street）是由杰恩·皮埃尔·莫奇导演于2007年上映于法国的故事片，主演提艾利·弗雷蒙、汤姆·诺万布莱、南茜·泰特、布鲁诺·索罗、蕾雅·瑟杜、多米尼克·扎尔迪。

## 剧情
亚历克斯（提艾利·弗雷蒙饰演）和维克托（汤姆·诺万布莱饰演）是多年不见的老朋友，一日维克托邀请亚历克斯来弗兰奇街13号参观他的家。可就在这时，维克托因为要出差而无法继续接待亚历克斯。当亚历克斯见到了维克托的妻子贝塔拉（南茜·泰特饰演）后，发生了意想不到的事情……